# Eriogonum mitophyllum
Eriogonum mitophyllum är en slideväxtart som beskrevs av James Lauritz Reveal. Eriogonum mitophyllum ingår i släktet Eriogonum och familjen slideväxter. Inga underarter finns listade i Catalogue of Life.